# Bornes-Bauges-Aravis

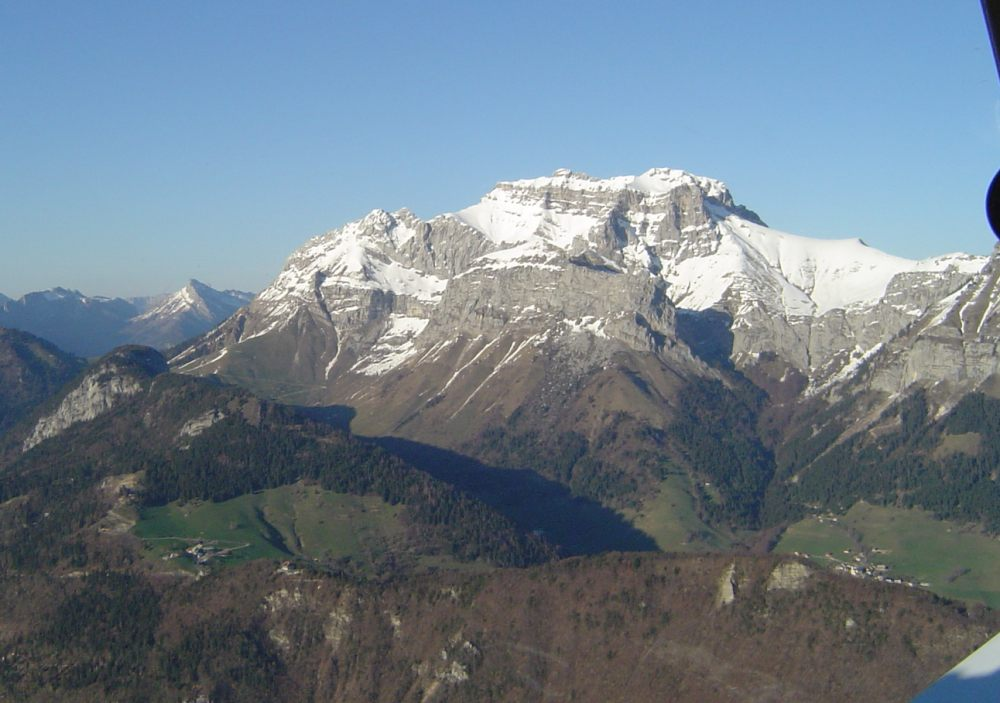
Hora Tournette (masiv Bornes)

Bornes-Bauges-Aravis je horský systém nacházející se ve Francii mezi Ženevským jezerem a jezerem Lac Bourget v departementu Horní Savojsko. Tento systém je složen ze tří menších pohoří jež dohromady zaujímají plochu 2800 km². Oblast bývá často nazývána alpskou riviérou pro velké množství jezer, teplé podnebí a mnohdy atraktivní vrcholy. Hlavním stavebním prvkem masivu je vápenec. Nejvyšší horou je Pointe Percée (2753 m) ležící v pohoří Aravis v hřebeni Chaine du Reposoir.

## Poloha
Nejseverněji leží masiv Bornes, který dále na sever přechází do pohoří Chablais-Faucigny. Pohoří Aravis na něj navazuje na jihovýchodě. Východně od údolí řeky Arly, která tvoří východní hranici pohoří, se nalézá Masiv Mont Blanc. Na jih navazuje na Aravis nižší pohoří Bauges, které dále na jihovýchodě sousedí s pohořím Vanoise, na jihozápadě s Chartreuse a jižní cíp se dotýká hranic Dauphineských Alp, konkrétně celku Belledone.

## Členění
Horský systém se dělí na tři samostatná pohoří:

### Bornes
Bornes je nejsevernější skupinou systému. Nejvyšším vrcholem je Pointe Blanche (2438 m), který se nachází ve východní části. Prvotřídním turistickým cílem je protáhlý hřeben Mont Saléve, ležící nad Ženevou. Z jeho vrcholů jsou výborné výhledy jak na Ženevské jezero ležící severně, tak na vzdálený Mont Blanc na jihovýchodě. Hlavní sídla v oblasti jsou města Ženeva a Annecy. Nejvýznamnější zimní turistické středisko masivu je Mont Saxonnex (997 m) z něhož vede na svahy hřebene Chaine du Bargy řada lanovek. Sjezdové tratě potom spadají až z nejvyšších poloh vrcholu Le Bargy (2299 m). Na jihu masivu leží jezero Lac d'Annecy (2700 ha), které nabízí letní rekreaci a vyžití vodních sportů.
Ve skupině Bornes leží 20 vrcholů vyšších 2000 metrů:
| - Pointe Blanche (2438 m) - Pic de Jallouvre (2408 m) - Pointe du midi (2364 m) - Tournette (2351 m) - Le Bargy (2299 m) - Pointe de Balafrasse (2296 m) - Pointe Dzérat (2278 m) - Pointe d'Almet (2232 m) - Pointe de la Grande Combe (2210 m) - Petit Bargy (2098 m) | - Buclon (2072 m) - Cime de Février (2056 m) - Mont Lachat de Châtillon (2050 m) - Aiguille verte (2045 m) - Pointe de la Beccaz (2041 m) - Crêt des Mouches (2033 m) - Mont Lachat (2023 m) - Pointe de Deux Heures (2018 m) - Pointe de Banc Fleuri (2009 m) - Montagne de Sous-Dine (2004 m) |  |

### Bauges

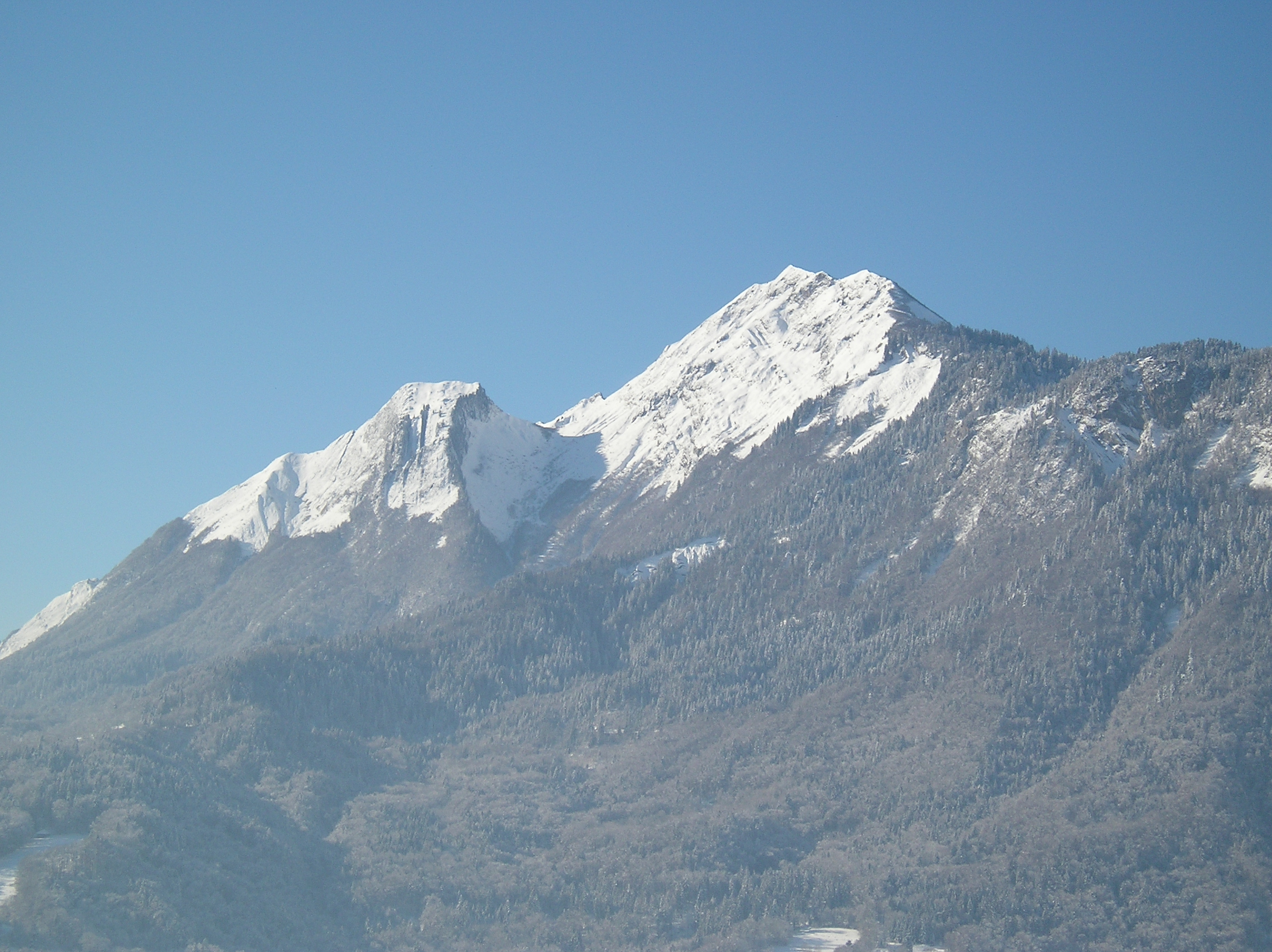
Dent de Cons (masiv Bauges)

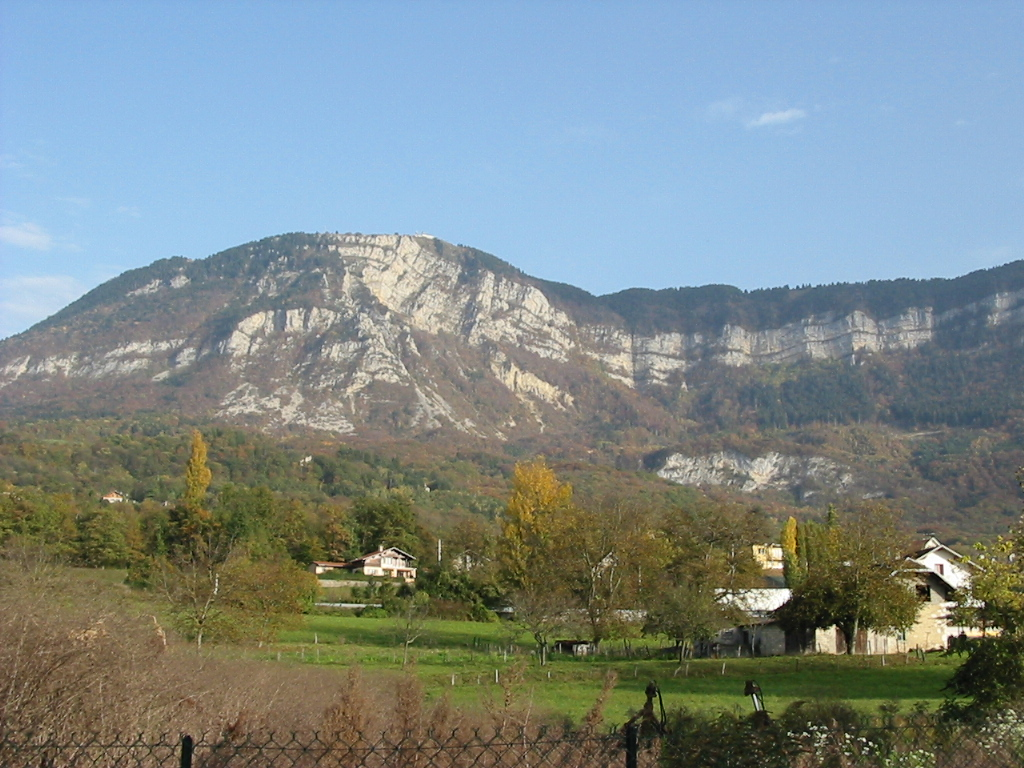
Mont Revard (1538 m) ležící poblíž centra Aix-les-Bains (masiv Bauges)

Bauges je proti Aravisu poklidným masivem, kde hlavní charakter pohoří tvoří osamělé vápencové kopce posazené mezi louky a lesy. Jedná se o nejnižší celek horstva. Hlavním turistickým centrem oblasti je olympijské město Albertville na východě masivu a větší Chambéry na západě. Nejvyšší horou masivu je Arcalod (2217 m). V roce 1995 byla oblast pohoří vyhlášena, pro své přírodní bohatství, jako přírodní park Parc naturel régional du Massif des Bauges. Řeka Cheran tekoucí z jihovýchodu na severozápad rozděluje pohoří na dvě poloviny. Na západě leží část Montagne du Semnoz a na východě celek Montagne du Charbon.
V masivu Bauges se nachází 14 vrcholů vyšších 2000 metrů:
| - Arcalod (2217 m) - Pointe de la Sambuy (2198 m) - Pécloz (2197 m) - Trélod (2181 m) - Pointe de Chaurionde (2173 m) - Mont d’Armenaz (2158 m) - Pointe des Arces (2076 m) | - Mont de la Coche (2070 m) - Dent de Cons (2062 m) - Pointe des Arlicots (2060 m) - Mont Colombier (2043 m) - Dent d’Arclusaz (2040 m) - Grand Parra (2012 m) - Tré le Mollard (2035 m) |  |

### Aravis
Aravis je nejdivočejší a nejvyšší skupinou masivu. Jeho hlavní části jsou hřebeny Chaine des Aravis (délka více než 30 km) a Chaine du Reposoir (délka zhruba 16 km), kde leží i nejvyšší vrchol Pointe Percée. Tyto rozeklané hřebeny se tyčí přes 2000 metrů nad údolím řeky Arly, která je obepíná na východě. Jedná se o prvotřídní turistickou oblast. Proslulá jsou zde zimní střediska La Clusaz nebo Megéve. Vyznavači zajištěných cest si zde jistě přijdou na své. Cest všech typů a obtížností je v masivu celá řada.

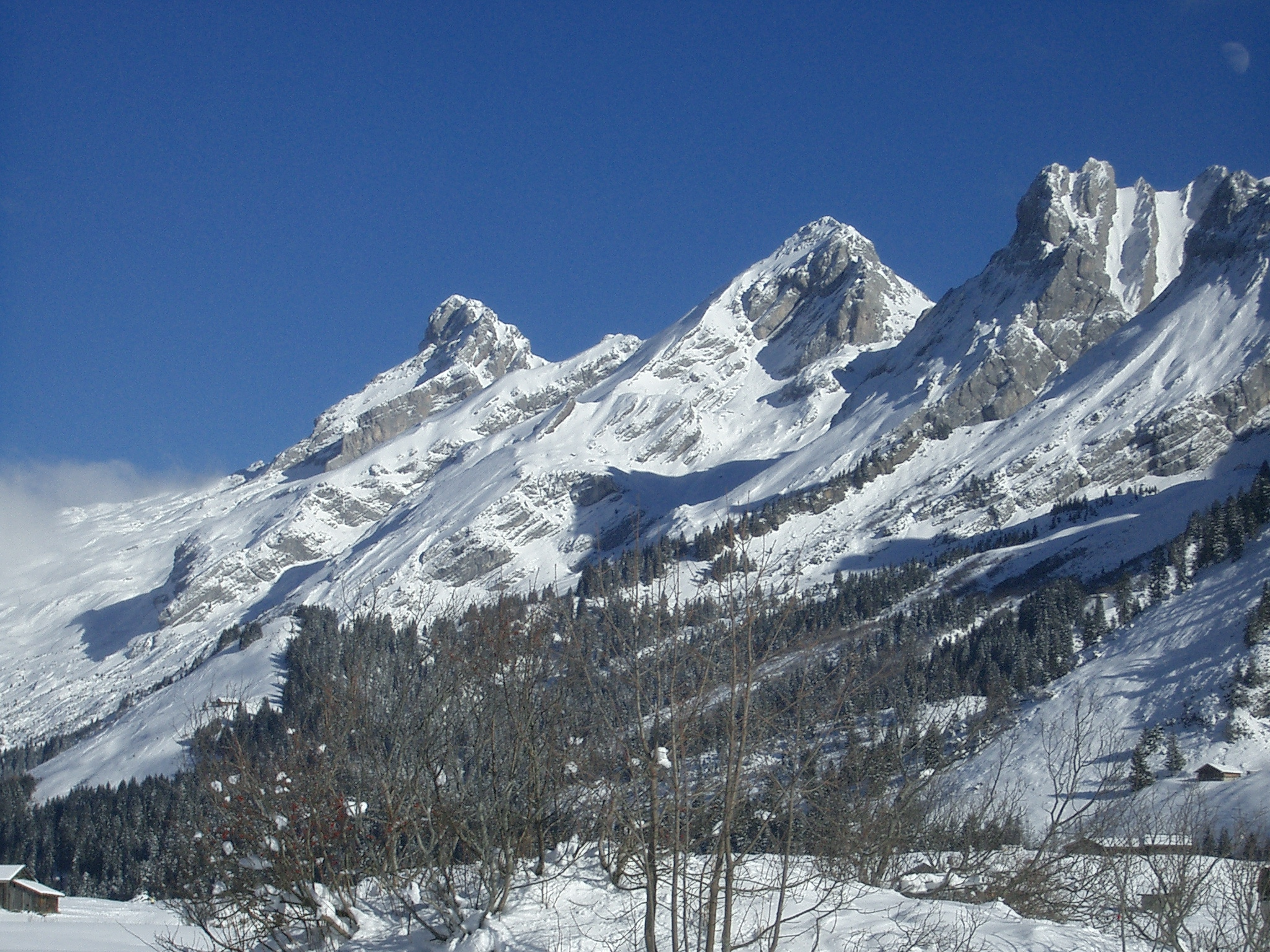
Pointe Percée a Mont Charvet (masiv Aravis)

Nejvyššími vrcholy jsou:
| - Pointe Percée (2750 m) - Grande Balmaz (2616 m) - Roualle (2589 m) - Parrossaz (2556 m) - Mont Charvet (2538 m) - Tête Pelouse (2537 m) - Pointe des Verres (2532 m) - Pointe de Bella Cha (2511 m) - Mont Fleuri (2511 m) - Tardevant (2501 m) - Roche Perfia (2499 m) | - Aiguille de Borderan (2492 m) - Étale (2484 m) - Pointe d'Areu (2478 m) - Tête de Paccaly (2467 m) - Mont Charvin (2407 m) - Pointes de la Blonnière (2369 m) - Pointe de Merdassier (2313 m) - Trois Aiguilles (2277 m) - Aiguilles du Mont (2133 m) - Tête de l'Aulp (2129 m) - Tête de la Sallaz (2026 m) |  |